# Az ígéret (regény, 2021)
Az ígéret (eredeti angol címe The Promise) Damon Galgut dél-afrikai író 2021-ben megjelent regénye, mely 2021 őszén elnyerte a rangos Booker-díjat.
Magyarul Mesterházi Mónika fordításában az Open Books kiadónál jelent meg 2022. szeptember 28-án.
Az ígéret a 20-21. századforduló évtizedeiben egy dél-afrikai család sorsát követi nyomon, bár életükből csak néhány különleges alkalmat emel ki és mutat be négy fejezetben.

## Történelmi háttér
A regény egy dél-afrikai család életét és szétesését beszéli el a 20-21. századforduló évtizedeiben. Ez fontos változások kora a Dél-afrikai Köztársaság történelmében. A könyvben gondosan elhelyezett utalások segítik az olvasót a tájékozódásban. 
Az első fejezet 1986-ban, még az apartheid idején játszódik. A faji megkülönböztetésen és a többségi feketék jogfosztásán alapuló rendszer az 1990-es évek elejére megbukott. Frederik Willem de Klerk, az 1989-ben megválasztott új elnök reformokat indított el és véget vetett Nelson Mandela raboskodásának. 1994 tavaszán, az első demokratikus választás eredményeként Nelson Mandela lett az elnök, (lásd a regény 126. oldalát). Őt Thabo Mbeki követte az elnöki poszton (1999–2008), akit másodjára 2004-ben választottak meg (a harmadik fejezetben említik Mbeki elnöki beiktatási ünnepségét, 211. oldal). A negyedik fejezetben a televízió közvetíti Jacob Zuma elnök lemondását (341. oldal), ez 2018. február 14-én történt. 

## Cselekménye
MAMA
1986. tavasz. A fehér Swart család egy Pretoria melletti farmon (a magyar fordításban tanyán) él. Tartós jólétüket már húsz éve az apa jól jövedelmező hűllőparkja biztosítja.
A súlyosan beteg anya (Rachel, 40 éves) utolsó hónapjaiban mellette volt a férje (Manie, vagyis Herman Albertus Swart, 47 éves) és második gyerekük, Asztrid (16 éves), valamint az őt gondozó fekete szolgáló, Salome (kb. szintén 40 éves). A kisebbik lány, Amor (13 éves) az iskola kollégiumában van éppen, bátyja, Anton (19-20 éves) pedig egy katonai táborban újonc, amikor az anya meghal. A temetésre összegyűlik a család és a rokonság, köztük Rachel zsidó testvérei és Marina, az apa erélyes nővére. Ott van Alwyn Simmers lelkész is, de az elhunytat nem ő, hanem a zsidó rabbi fogja búcsúztatni. Amort hét éves korában ugyanis villámcsapás érte és miután felépült, az apa megtért, „megnyitotta magát a Szentlélek előtt”. Hogy feleségétől bocsánatot nyerjen, megvallotta neki korábbi hibáit, („többek közt a szerencsejátékot és a prostituáltakat”), de Rachel nem megbocsátott, hanem ahelyett visszatért vallásába, a zsidósághoz.
A címben jelzett ígéret a könyv elején hangzik el. Amor tanuja volt, hogy valamivel a halála előtt anyja gondoskodni akart Saloméról. „Mert tényleg azt akarom, hogy legyen valamije. Azok után, amit megtett.” – mondta a férjének és meg is ígérette vele. „Ígérem, mondja Papa olyan hangon, mint akit fojtogatnak.” (32.)
Amor később elmondja Saloménak, hogy meg fogja kapni a birtokon lévő kis házat, melyben most fiával lakik. A hír Anton fülébe jut, helyesli is, de az apa tiltakozik, ő semmi ilyesmit nem ígért. A ház egyébként sem lehetne Salome-é, mert a törvény ezt tiltja – mondja Anton a húgának. „Fogalmad sincs, milyen országban élsz?” Amor még csak 13 éves, de most már kezdi érteni. A temetés után vissza kell térnie az utált kollégiumba – apja ígérete ellenére –, Antonnak pedig a katonai táborba. De a kapu előtt egyszerre ráébred, hogy mindennel szakít és új, szabad életet kezd.
PAPA
1995. tél, június. A család újra összejön a farmon, mert az apát kígyómarás érte és kómában van. Meg akarta dönteni a mérgeskígyókkal töltött idő világrekordját, ezzel is bizonyítva a hit erejét és adományokat gyűjtve a lelkész gyülekezete számára. 
Anton kilenc éve nem volt otthon, dezertőrként bújkált, később egy idősebb nő kitartottjaként élt Johannesburgban. Még láthatja a kórházban apját és gondolatban elbúcsúzik tőle: „egy alkoholista szar voltál anyámmal, amíg meg nem találtad a vallást, aztán meg egy józan típusú szar lettél… Soha nem fogok bocsánatot kérni tőled.” (130.) Astrid férjhez ment korábbi barátjához, hétéves ikreikkel egy távoli kisebb házban élnek. Amor Londonból érkezik a farmra és érzi, hogy minden megváltozott. „A testem, az ország, az agyam. Elszöktem mindannyiótok elől, amennyire és amilyen messzire csak tudtam, de a múltnak megvannak a karmai, és visszarángatnak.” (140.). Astrid féltékenyen nézi a húgát, hogy még smink nélkül is milyen szép.
Az apa végrendelete mindhárom gyerekének és a nővérének (Marina) is juttat az örökségből, a hüllőpark bevételeiből. A birtok és a ház együtt marad, a gyerekei belátásuk szerint használhatják. Antonnak ehhez ugyan meg kell alázkodnia az utált lelkész előtt, de ennyit megér neki. Kérdése csak Amornak van: – Na és Salome? Megváltoztak a törvények, Salome már megkaphatja a házát. – Astrid is, Marina is tiltakozik, és a végrendelet erről nem rendelkezik. Búcsúzáskor Anton valami halvány ígéretet tesz a jövőre nézve, és Amor boldogan utazik el Durbanba egy barátnőjéhez.
ASTRID
2004. ősz. Amor Durbanban Susan nevű barátnőjével él, ápolónő a kórház HIV-osztályán. Anton fiatalkori szerelmével, Desirée-vel három éve kötött házasságot; a farmon laknak szerelem és gyerek nélkül, súlyosan eladósodva. Astrid második férjével, egy biztonsági cég tulajdonosával, Moody Jake-kel él, de közben férje politikus üzlettársával is viszonya van. Hogy véget vessen ennek és bocsánatot nyerjen, elmegy gyónni a templomba. Amikor drága kocsiján távozik, egy férfi megöli és a kocsit elviszi a megrendelőnek. Később a pap megszegi a gyónási titkot és elárulja Jake-nek, hogy Astridnak szeretője volt. 
Miután Amor megérkezik a farmra, előhozza a régi ügyet: Antonnal már csak ők ketten maradtak, most átadhatják Saloménak a házat. Anton beleegyezne, de cserébe egy földdarabot el akarna adni és alkut kínál, amit a húga nem fogadhat el. „Anton, mondja, ez nem csere. A házat megígérték Saloménak.” Amor már a gyászmise közbensietve távozik, a bátyjával pedig nem beszél többet.
ANTON
2018. nyár. Anton alkoholizmusba és depresszióba süllyedt sikertelen házassága és az érzés miatt, hogy elvesztegette az életét. Már vagy húsz éve ír egy regényt, de igazán szinte el sem kezdte. Miután egy este részegen összeveszett Desirée-vel és Motival, a nő gurujával, aki a foglalkozásain meditációt tanít („Moti segített neki, hogy megtalálja önmagát”), apja régi sörétes puskájával Anton főbelövi magát.
Amor továbbra is ápolónő, de már Fokvárosban, egy kis bérlakásban él. Salométől tudja meg a halálhírt, hiszen csak neki adta meg a telefonszámát. Most már, családja egyetlen élő tagjaként teljesíti anyja kívánságát és apja ígéretét: jogilag átadja Saloménak a lepusztult, szegényes házat, és hozzá odaadja a birtok hasznából az évek során összegyűlt jövedelmét. Végül megtalálja Anton megkezdett regényét, melynek csak első fejezete készült el.

## Fogadtatása
Az ígéret 2021 őszén elnyerte a rangos irodalmi Booker-díjat, és a hírt felkapta a média. Itthoni honlapok is idézték az MTI híranyagából a zsűri elnökének méltató szavait: a regény „egy rendkívüli történet, gazdag témaválasztás és Dél-Afrika utóbbi negyven évének történelme egy hihetetlenül jól összerakott csomagban”. Átvették egyes kritikusok véleményét, mely szerint a könyv „William Faulknert idézi fel, ahogy Galgut a diszfunkcionális Swartokat ábrázolja, illetve Virginia Woolfra emlékeztet a különböző karakterek bőrébe való ügyes belebújása”.
Egy hazai ismertető szerint Az ígéret „a félig zsidó, félig afrikáner Swart család morális bukásának tükre, ám mindez olyan szinten van nyakon öntve egy ironikus, sőt inkább cinikus, és éppen ezért nagyon is intelligens, és sokszor roppant szórakoztató narrációval, amellyel csak igen-igen ritkán találkozhatunk.” A kritikus elismerően szól a regény stílusáról, a jelzőtlen nyelvet használó, látszólagos nyelvbotlásokkal és kiszólásokkal tűzdelt elbeszélői hangról, a sűrű nézőpontváltásokról. „Bár ez a fent említett furcsa és egészen egyedi narráció a legkülönlegesebb és legtöbb élményt adó elem a regényben, de mindenképpen kiemelném, hogy Galgut hihetetlenül profin építi fel a szereplőit, a Swart család tagjait is.” A recenzió szerzője végül megjegyzi, hogy a magyar fordítás szövege „meglehetősen rendezetlen és döcögő benyomást kelt”.